# Estadio Municipal de Concepción
Het Estadio Municipal de Concepción, ook wel bekend als Estadio Alcadesa Ester Roa Rebolledo is een voetbalstadion in Concepción, dat plaats biedt aan 35.000 toeschouwers. De bespelers van het stadion zijn CD Universidad de Concepción en Deportes Concepción. Het stadion werd geopend in 1962 en is ontworpen door de Chileense architect Mario Recordon. In 2010 werd het stadion vernoemd naar de overleden oud-burgemeester van de stad, Ester Roa Rebolledo. In 2015 werd het stadion uitgekozen als een van de negen stadions op de Copa América.

## Interlands
| № | Datum           | Wedstrijd              | Uitslag | Competitie        | Toeschouwers |
| - | --------------- | ---------------------- | ------- | ----------------- | ------------ |
| 1 | 8 juli 1991     | Chili – Peru           | 4 – 2   | Copa América 1991 | 18.798       |
| 2 | 8 juli 1991     | Argentinië – Venezuela | 3 – 0   | Copa América 1991 | 50.000       |
| 3 | 31 mei 2010     | Chili – Israël         | 3 – 0   | Vriendschappelijk |              |
| 4 | 20 januari 2013 | Chili – Haïti          | 3 – 0   | Vriendschappelijk |              |
| 5 | 27 juni 2015    | Brazilië – Paraguay    | 1 – 1   | Copa América 2015 | 29.276       |
| 6 | 30 juni 2015    | Argentinië – Paraguay  | 6 – 1   | Copa América 2015 | 29.205       |
| 7 | 3 juli 2015     | Peru – Paraguay        | 2 – 0   | Copa América 2015 | 29.143       |

Estadio Regional de Antofagasta (Antofagasta) · Estadio La Portada (La Serena) · Estadio Sausalito (Viña del Mar) · Estadio Elías Figueroa Brander (Valparaíso) · Estadio Nacional (Santiago) · Estadio Monumental David Arellano (Santiago) · Estadio El Teniente (Rancagua) · Estadio Municipal de Concepción (Concepción) · Estadio Municipal Germán Becker (Temuco)